# وليام بي تابلر
وليام بي تابلر (بالإنجليزيّة: William B. Tabler؛ 1914-2004) معماري أمريكي اشتهر بتصميم الفنادق، حيث صمّم أكثر من 400 فندق، كان من أهمها فندق نيويورك هيلتون ميد تون في نيويورك، وفندق إنتركونتيننتال القدس (الأقواس السبعة لاحقًا) في القدس. أثّرت تصاميمه على أجيال من المسافرين بعد الحرب العالميّة الثانية عندما بدأت الفنادق تبدو أكثر فأكثر مثل مباني المكاتب.

## السيرة المهنية

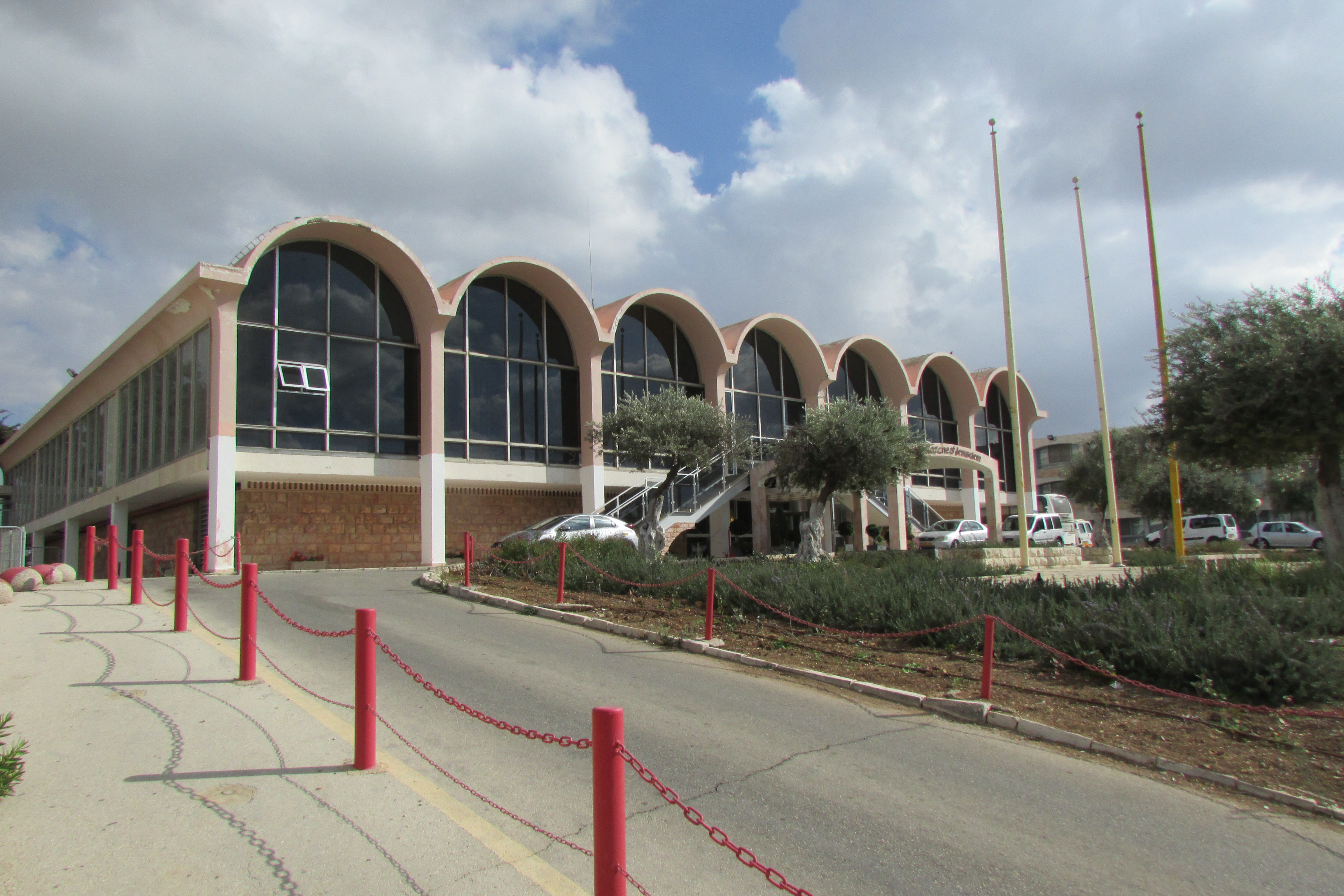
فندق إنتركونتيننتال القدس (الأقواس السبعة لاحقًا) في القدس. من أهم أعمال تابلر في المنطقة العربيّة.

وُلِد تابلر في مومنسي، إلينوي في الولايات المُتّحدة الأمريكيّة في 28 تشرين الأول/ أكتوبر 1914. حصل على درجتيّ البكالوريوس والماجستير من جامعة هارفارد بالهندسة المعماريّة. انضم في عام 1939 إلى شركة هولابيرد أند رووت في شيكاغو، حيث عمل في أول مشروع فندق كبير له، وهو فندق ستاتلر المُكوَّن من 1000 غرفة في واشنطن العاصمة.
أصبح رئيسًا لقسم الهندسة المعماريّة الداخليّة في شركة ستاتلر في عام 1946 بعد خدمته في البحريّة الأمريكيّة خلال الحرب العالميّة الثانية. كما أسّس شركته الخاصة، ويليام بي تابلر معماريّون، في عام 1955.
تُوفي تابلر في منزله في أبر بروكفيل في نيويورك في 3 شباط/ فبراير 2004 عن عمر ناهز 89 عامًا.

## من أهم أعماله
- هيلتون بارك لين (1963)
- نيويورك هيلتون ميد تون (1963)
- إنتركونتيننتال القدس (1964)
- جراند حياة القاهرة (2000)

## وصلات خارجية
- (بالإنجليزية)